# Kutmičevica

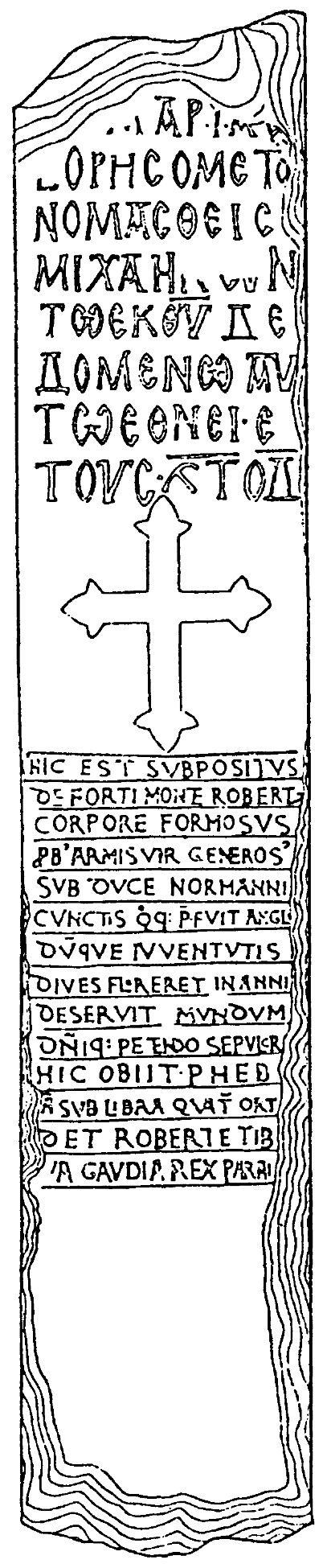
Die Inschrift von Balshi ist eine Inschrift, die die Taufe Bulgariens dokumentiert. Herausgegeben von C. Praschniker, Jahreshefte des Oesterreichischen Archaeologischen Institutes in Wien, XXI-XXII, 1922–1924.

Kutmičevica (kyrillisch Кутмичевица) ist eine historische Region, die ab der zweiten Hälfte des 9. Jahrhunderts bestand.
Sie umfasste ein Gebiet auf der Balkanhalbinsel, westlich des Vardar-Flusses bis zur Adria. Dieses Gebiet entwickelte sich als kulturelles Zentrum für die Verbreitung der Massenalphabetisierung in Altbulgarisch im Ersten Bulgarischen Reich und dadurch in ganz Südost- und Osteuropa (siehe Goldenes Zeitalter der mittelalterlichen bulgarischen Kultur).
Ohrid, Prespa, Devoll befanden sich im Bezirk, und die Hauptsiedlung war Glavinitsa. Kliment von Ohrid und Naum wirkten in der Region.